# Warsaw (Dakota du Nord)
Pour les articles homonymes, voir Warsaw.
La zone non incorporée de Warsaw est située dans le comté de Walsh, dans l’État du Dakota du Nord, aux États-Unis.

## Source
- (en) Cet article est partiellement ou en totalité issu de l’article de Wikipédia en anglais intitulé « Warsaw, North Dakota » (voir la liste des auteurs).